# Premio Primavera
Ne doit pas être confondu avec Klasika Primavera ou Gran Premio Primavera de Ontur.
Le Premio Primavera est une course cycliste espagnole disputée au mois d'avril à Amorebieta-Etxano (Biscaye), dans la communauté autonome du Pays basque. Elle fait actuellement partie du Torneo Euskaldun.
La course comporte également des épreuves pour les cyclistes de catégorie junior (moins de 19 ans) et cadet (moins de 17 ans).

## Palmarès

### Espoirs
| Année | Vainqueur                | Deuxième             | Troisième               |
| ----- | ------------------------ | -------------------- | ----------------------- |
| 1998  | Eduardo González         | Josu Silloniz (es)   | Iván Martínez Aguirre   |
| 1999  | Iván Gutiérrez           | Xavier Florencio     | Samuel Sánchez          |
| 2000  | Adolfo García Quesada    | David Herrero        | Jaume Rovira            |
| 2001  | Jonathan González Ríos   | Koldo Fernández      | Alberto Rodríguez       |
| 2002  | Daniel Casado            | J. Miguel García     | Luis Roberto Álvarez    |
| 2003  | Igor Antón               | Jorge Bascones       | Jon Arana               |
| 2004  | Óscar García-Casarrubios | Eladio Sánchez       | Luis Enrique Puertas    |
| 2005  | Andoni Lafuente          | Raúl Santamarta      | Beñat Intxausti         |
| 2006  | Javier Aramendia         | Jonathan Castroviejo | Delio Fernández         |
| 2007  | Salvador Guardiola       | Gorka Izagirre       | Adrián Legasa           |
| 2008  | Enrique Sanz             | Markel Antón         | Unai Iparragirre (es)   |
| 2009  | Eric Pedrosa             | Jesús Ezquerra       | Marcos Miguel           |
| 2010  | Omar Fraile              | Igor Merino          | Jon Larrinaga           |
| 2011  | Carlos Barbero           | Alberto Guinea       | Rubén Fernández         |
| 2012  | Miguel Ángel Benito      | Paul Usabel          | Alain González          |
| 2013  | Miguel Ángel Benito      | Alain González       | Agustín Moreira         |
| 2014  | Miguel Ángel Aguilera    | Xabier Goikoetxea    | Elías Vega              |
| 2015  | Asier Unanue             | Alex Aranburu        | Héctor Carretero        |
| 2016  | Dorian Aramendi          | Mikel Alonso         | Antonio Jesús Soto      |
| 2017  | Xavier Cañellas          | Dzmitry Zhyhunou     | Onditz Urruzmendi       |
| 2018  | Xavier Cañellas          | Pablo Alonso         | Javier Gil              |
| 2019, | Andoni López de Abetxuko | Luciano Martínez     | Pau Miquel              |
| 2020  | pas de course            |                      |                         |
| 2021  | Mikel Retegi             | Vicente Hernáiz      | Igor Arrieta            |
| 2022  | Hugo Aznar               | Xabier Berasategi    | Endika Balza de Vallejo |
| 2023  | Hugo de la Calle         | Unai Zubeldia        | Iker Mintegi            |
| 2024  | Sergio Trueba            | Mikel Uncilla        | Ander Ganzabal          |
| 2025  | Gorka Corres             | Pablo Ara            | Jon Conejero            |

### Juniors
| Année | Vainqueur               | Deuxième               | Troisième              |
| ----- | ----------------------- | ---------------------- | ---------------------- |
| 2003  | Julen Goikoetxea (en)   | Arkaitz Durán          | Egoitz García          |
| 2004  | Arkaitz Durán           | Egoitz García          | Jonathan Castroviejo   |
| 2005  | Kimetz Lapazaran        | Jagoba Arberas         | Xabier Gallastegi      |
| 2006  | Borja Abásolo           | Adrián Legasa          | Garikoitz Aizpuru      |
| 2007  | Markel Antón            | Jon Aberasturi         | Óscar Abad             |
| 2008  | Jesús Ezquerra          | Igor Merino            | Pello Bilbao           |
| 2009  | Mario González Salas    | Efrén Carazo           | Haritz Orbe            |
| 2010  | Miguel Ángel Benito     | Mikel Iturria          | Karl Baudron           |
| 2011  | Aitor Rey               | Bernardo Ayuso         | José Francisco Guillén |
| 2012  | Yerai Ruiz              | Carlos Cobos           | Aitor Merales          |
| 2013  | Iosu Angoitia           | Christofer Jurado      | Manuel Martín          |
| 2014  | Gartzen Elejabarrie     | Francisco Pérez        | Héctor Barreda         |
| 2015  | Brian Carro             | Fernando Bocigas       | Francisco Miranda      |
| 2016  | Arturo Grávalos         | Jon Polledo            | Gontzal García         |
| 2017  | Jon Polledo             | Iván Cobo              | Aketza Arana           |
| 2018  | Iván Cobo               | Lewis Hartley          | Lander Lartitegui      |
| 2019  | Ibai Ruiz de Arcaute    | Lander Lartitegi       | Mikel Agirrebeitia     |
| 2020  | pas de course           |                        |                        |
| 2021  | Samuel Fernández García | Samuel Fernández Heres | Abel Rosado            |
| 2022  | Mikel Uncilla           | Aimar Tadeo            | Marc Torres            |
| 2023  | Bernardo Cambareri      | Marc Zafra             | Pablo Torres Arias     |
| 2024  | Hodei Muñoz             | Facundo Ambrossi       | Marco Martín           |
| 2025  | Eñaut Urkaregi          | Ibai Villate           | Ekhi Uriarte           |

### Cadets
| Année | Vainqueur        | Deuxième               | Troisième              |
| ----- | ---------------- | ---------------------- | ---------------------- |
| 2019  | Iván Bonilla     | Rubén Fandiño          | Pablo Fernández        |
| 2020  | pas de course    |                        |                        |
| 2021  | Sergio Serrano   | Rafael Martínez Alonso | Iván Polo              |
| 2022  | Marcos Freire    | Andrei Stetsiv         | Daniel Sampedro        |
| 2023  | Eñaut Urkaregi   | Joan Cardona           | Mikel Sanz             |
| 2024  | Raúl Vera López  | Juan Francisco Llera   | Hodei Serrano          |
| 2025  | Aimar Ugarteburu | Karel Pruijn           | Manuel Fernández Ramos |